# Bundesstraße 16a
Pour les articles homonymes, voir Route 16A.
La Bundesstraße 16a est une Bundesstraße du Land de Bavière.

## Géographie
Elle longe le tracé de l'ancienne B 16 d'Ingolstadt en passant par Großmehring et Vohburg an der Donau jusqu'à Münchsmünster. Au sud, elle a le même parcours que la Staatsstraße 2233 puis que la B 16 sur 500 m plus loin. Ensuite la B 300 continue vers le sud.

## Source
- (de) Cet article est partiellement ou en totalité issu de l’article de Wikipédia en allemand intitulé « Bundesstraße 16a » (voir la liste des auteurs).

1. ↑  (de) « Die Bundes- und Reichsstraßen in Deutschland - Nr. 11 bis 110 » [archive du 28 décembre 2008], sur home.arcor.de (consulté le 16 juillet 2025)